# Бузулук
Бузулук (на руски: Бузулук) е град в Русия, разположен в градски окръг Бузулук, Оренбургска област. Населението му през 2010 година е 82 904 души.